# Tour Duchesne
La tour Duchesne (tour du Chesne, de la Vieille Monnaie ou à Piron) est une tour du XVe siècle située à proximité de la porte mordelaise à Rennes, dans le département français d'Ille-et-Vilaine en région Bretagne. Elle tire son nom de Jehan du Chesne, grand portier de Rennes et premier habitant de la tour, lequel était chargé de l'ouverture et de la fermeture des portes de la ville. Intégrée à l'hôtel d'Artillerie, la tour a été inscrite au titre des monuments historiques depuis le 13 mars 1944. Mise en vente par l'État, elle a été achetée en mars 2023 par Rennes Métropole.

## Description

Remparts de Rennes : la tour se situe à gauche (2)

Elle se situe sur la première enceinte des remparts de Rennes qui date du IIIe siècle mais a été reconstruite entre 1447 à 1459 à la même époque que la deuxième enceinte et la porte mordelaise.
En 1143, le privilège de papegaut est accordé à Rennes et confirmé par le duc François II de Bretagne. Le papegaut est un concours de tir annuel sur un oiseau en carton ou en bois, d’abord à l’arbalète puis après 1605 à l’arquebuse. Le vainqueur est nommé « roi du papegaut » et dispose de privilèges (exemption et droit de lever des impôts). Un papegaut est installé sur la tour jusqu’en 1680,.
Au XVIe siècle, une trappe est aménagée pour utiliser la basse fosse comme prison.
Elle se trouve maintenant dans le square Hyacinthe-Lorette où se trouve aussi un des derniers vestiges de la première enceinte, dont des éléments gallo-romains, et la croix de la Mission.